# Alfredo Travia
Alfredo Travia (né le 22 février 1924 à Syracuse en Sicile et mort le 17 octobre 2000) est un joueur de football italien, qui évoluait au poste de défenseur.

## Carrière
Il dispute ses premières saisons professionnelles en Serie B, d'abord avec l'Arsenaltaranto puis avec le Calcio Côme, participant à la saison 1948-1949 et à la première montée historique lariani en Serie A. Il dispute ensuite deux saisons en tant que titulaire avec son club.
En 1951, il rejoint le Pro Patria, avec qui il dispute encore deux saisons en première division, la seconde avec comme résultat une descente en Serie B. 
Il est ensuite acheté en 1953 par la Juventus, avec qui il dispute sa première rencontre le 27 septembre 1953 lors d'un nul 0-0 contre la Fiorentina. Lors de sa première saison à Turin, il joue peu de matchs et est utilisé comme joker défensif (seulement 4 matchs disputés), mais joue plus lors de l'année 1954-1955, avec 18 matchs.

Lors du match Juve-Milan du 15 mai 1955, Travia doit être remplacé au dernier moment, car arrêté la veille par la police pour outrage à agent dans son bar de Turin puis traduit en justice (et incarcéré aux Nuove de Turin).
À la fin de cette saison, il rejoint l'Alessandria, avec qui il joue le championnat de Serie B 1955-1956.
Au total, il dispute 156 matchs en Serie A (et n'inscrit qu'un seul but, contre la Fiorentina lors de la saison 1952-1953), et 121 en Serie B.

## Palmarès
Juventus
- Championnat d'Italie :
  - Vice-champion : 1953-54.